# Verticordia vicinella
Verticordia vicinella är en myrtenväxtart som beskrevs av Alexander Segger George. Verticordia vicinella ingår i släktet Verticordia och familjen myrtenväxter. Inga underarter finns listade i Catalogue of Life.